# ایالت‌های آلمان
جمهوری فدرال آلمان به عنوان یک فدراسیون، متشکل از ۱۶ ایالت است. برلین، هامبورگ و برمن (همراه با بندر برون‌بوم، برمرهافن) دولت‌شهر هستند؛ در حالی که سیزده ایالت دیگر ایالت‌های منطقه نامیده می‌شوند و شامل بایرن، زاکسن و تورینگن هستند که خود را تحت عنوان ایالت‌های آزاد توصیف می‌کنند.
آلمان غربی در سال ۱۹۴۹ از طریق اتحاد سه منطقهٔ غربی که قبلاً تحت مدیریت آمریکا، بریتانیا و فرانسه در پیامدهای جنگ جهانی دوم بود ایجاد شد. در ابتدا، ایالت‌های جمهوری فدرال عبارت بودند از بادن (تا سال ۱۹۵۲)، باواریا، برمن، هامبورگ، هسن، نیدرزاکسن، نوردراین-وستفالن، راینلاند فالتس، شلسویگ-هولشتاین، وورتمبرگ-بادن (تا سال ۱۹۵۲)، و وورتمبرگ-هوهنتسولرن (تا ۱۹۵۲). برلین غربی، در حالی که هنوز تحت اشغال متفقین غربی بود، خود را بخشی از جمهوری فدرال می‌دانست و تا حد زیادی یکپارچه و به عنوان یک ایالت دفاکتو به حساب می‌آمد. در سال ۱۹۵۲، پس از یک رفراندوم، بادن، وورتمبرگ-بادن، و وورتمبرگ-هوهنزولرن در بادن-وورتمبرگ ادغام شدند. در سال ۱۹۵۷، تحت‌الحمایه زار به عنوان ایالت زارلند به جمهوری فدرال پیوست.
تغییر بعدی با اتحاد دوبارهٔ آلمان در سال ۱۹۹۰ رخ داد که در طی آن، مناطق آلمان شرقی با الحاق ایالت‌های تازه شامل براندنبورگ، مکلنبورگ-فورپومرن، زاکسن-آنهالت، و تورینگن، و اتحاد مجدد غرب و برلین شرقی به یک ایالت شهری انجام شد.

## ایالت‌ها
این ایالت‌ها بودند که جمهوری فدرال آلمان را در سال ۱۹۴۹ تشکیل دادند. ایالت‌های منفرد به عنوان واحدهایی از کشور فدرال شکل گرفتند.
استفاده آلمانی از اصطلاح "Länder" (سرزمین) به قانون اساسی وایمار در سال ۱۹۱۹ برمی گردد. قبلاً ایالت‌های امپراتوری آلمان "Staaten" (ایالت‌ها) نامیده می‌شدند. امروزه استفاده از اصطلاح "Bundesland" (سرزمین فدرال) بسیار رایج است. با این حال، این اصطلاح نه در قانون اساسی ۱۹۱۹ و نه در قانون کنونی به‌طور رسمی استفاده شده است. سه "Länder" خود را «ایالتِ آزاد» (یک اصطلاح آلمانی قدیمی‌تر برای «جمهوری») می‌نامند: باواریا (از سال ۱۹۱۹)، زاکسن (در ابتدا از ۱۹۱۹ و دوباره از ۱۹۹۰)، و تورینگن (از سال ۱۹۹۴). از ۱۷ ایالت در پایان جمهوری وایمار، شش ایالت هنوز وجود دارند (البته تا حدی با مرزهای متفاوت):
- بایرن
- برمن
- هامبورگ
- هسن
- زاکسن
- تورینگن

۱۱ ایالت دیگر جمهوری وایمار یا در یکدیگر ادغام شدند یا به نهادهای کوچکتر تقسیم گردیدند:
- آنهالت اکنون بخشی از ایالت زاکسن-آنهالت است.
- بادن اکنون بخشی از ایالت بادن-وورتمبرگ است.
- براونشوایگ اکنون بخشی از ایالت نیدرزاکسن است.
- لیپه اکنون بخشی از ایالت نوردراین-وستفالن است.
- لوبک اکنون بخشی از ایالت شلسویگ-هولشتاین است.
- مکلنبورگ-شورین و مکلنبورگ-اشترلیتس اکنون بخشی از ایالت مکلنبورگ-فورپومرن هستند.
- اولدنبورگ اکنون بخشی از ایالت نیدرزاکسن است، با مناطق پیشین آن که اکنون به ایالت‌های همسایهٔ آنها یعنی راینلند فالتس و شلسویگ-هولشتاین تعلق دارد.
- پروس به ایالت‌های برلین، براندنبورگ، نیدرزاکسن، نوردراین-وستفالن، راینلند فالتس، زاکسن-آنهالت و شلسویگ-هولشتاین تقسیم شد. برخی از مناطق هم‌مرز با کشورهای دیگر به کشور هم‌مرز الحاق شد. همچنین پروس دارای مناطقی بود که توسط ایالت‌های دیگر احاطه شده بود که آنها بخشی از ایالات اطراف خود شدند. همهٔ ایالت‌ها به جز بایرن اکنون قلمرو کشور آزاد سابق پروس را در اختیار دارند. دیگر سرزمین‌های پروس سابق که در شرق رودخانه‌های لوسیشن نایسه و اودر قرار داشتند اکنون بخشی از لهستان یا روسیه هستند.
- شائومبورگ-لیپه اکنون بخشی از ایالت نیدرزاکسن است.
- وورتمبرگ اکنون بخشی از ایالت بادن-وورتمبرگ است.

### فهرست
| ایالت             | کد ایالت | تأسیس | مرکز      | قانون‌گذاری     | رئیس حکومت و دولت (رئیس‌الوزرا یا شهردار) | آرا بوندسرات | مساحت (km2) | جمعیت (۲۰۲۰) | تراکم جمعیت | ش.ت. ا (۲۰۱۸) | سرانهٔ ت.ن. د (€؛ ۲۰۲۰) |
| ----------------- | -------- | ----- | --------- | -------------- | ---------------------------------------- | ------------ | ----------- | ------------ | ----------- | ------------- | ---------------------- |
| بادن-وورتمبرگ     | BW       | ۱۹۵۲  | اشتوتگارت | مجلس ایالتی    | Winfried Kretschmann (سبزها)             | ۶            | ۳۵٬۷۵۲      | ۱۱٬۱۰۳٬۰۴۳   | ۳۱۰         | ۰٫۹۵۳         | ۴۵٬۱۰۸                 |
| بایرن             | BY       | ۱۹۴۹  | مونیخ     | مجلس ایالتی    | مارکوس زودر (CSU)                        | ۶            | ۷۰٬۵۵۲      | ۱۳٬۱۴۰٬۱۸۳   | ۱۸۵         | ۰٫۹۴۷         | ۴۶٬۴۹۸                 |
| برلین             | BE       | ۱۹۹۰  | –         | مجلس نمایندگان | Kai Wegner (CDU)                         | ۴            | ۸۹۲         | ۳٬۶۶۴٬۰۸۸    | ۴٬۰۸۶       | ۰٫۹۵۰         | ۴۲٬۲۲۱                 |
| براندنبورگ        | BB       | ۱۹۹۰  | پوتسدام   | مجلس ایالتی    | Dietmar Woidke (SPD)                     | ۴            | ۲۹٬۴۸۰      | ۲٬۵۳۱٬۰۷۱    | ۸۵          | ۰٫۹۱۴         | ۲۹٬۲۸۲                 |
| برمن (ایالت)      | HB       | ۱۹۴۹  | برمن      | مجلس ایالتی    | Andreas Bovenschulte (SPD)               | ۳            | ۴۱۹         | ۶۸۰٬۱۳۰      | ۱٬۶۳۰       | ۰٫۹۵۱         | ۴۶٬۴۶۸                 |
| هامبورگ           | HH       | ۱۹۴۹  | –         | مجلس ایالتی    | Peter Tschentscher (SPD)                 | ۳            | ۷۵۵         | ۱٬۸۵۲٬۴۷۸    | ۲٬۴۳۹       | ۰٫۹۷۵         | ۶۴٬۰۲۲                 |
| هسن               | HE       | ۱۹۴۹  | ویسبادن   | مجلس ایالتی    | Boris Rhein (CDU)                        | ۵            | ۲۱٬۱۱۵      | ۶٬۲۹۳٬۱۵۴    | ۲۹۷         | ۰٫۹۴۹         | ۴۴٬۷۵۰                 |
| نیدرزاکسن         | NI       | ۱۹۴۹  | هانوفر    | مجلس ایالتی    | Stephan Weil (SPD)                       | ۶            | ۴۷٬۶۰۹      | ۸٬۰۰۳٬۴۲۱    | ۱۶۸         | ۰٫۹۲۲         | ۳۷٬۰۰۵                 |
| مکلنبورگ-فورپومرن | MV       | ۱۹۹۰  | شورین     | مجلس ایالتی    | مانوئلا شوازیگ (SPD)                     | ۳            | ۲۳٬۱۸۰      | ۱٬۶۱۰٬۷۷۴    | ۶۹          | ۰٫۹۱۰         | ۲۸٬۵۹۰                 |
| نوردراین-وستفالن  | NW       | ۱۹۴۹  | دوسلدورف  | مجلس ایالتی    | Hendrik Wüst (CDU)                       | ۶            | ۳۴٬۰۸۵      | ۱۷٬۹۲۵٬۵۷۰   | ۵۲۶         | ۰٫۹۳۶         | ۳۸٬۸۷۶                 |
| راینلاند فالتس    | RP       | ۱۹۴۹  | ماینتس    | مجلس ایالتی    | Malu Dreyer (SPD)                        | ۴            | ۱۹٬۸۵۳      | ۴٬۰۹۸٬۳۹۱    | ۲۰۶         | ۰٫۹۲۸         | ۳۴٬۶۷۳                 |
| زارلاند           | SL       | ۱۹۵۷  | زاربروکن  | مجلس ایالتی    | Anke Rehlinger (SPD)                     | ۳            | ۲٬۵۶۹       | ۹۸۳٬۹۹۱      | ۳۸۶         | ۰٫۹۳۱         | ۳۴٬۱۲۵                 |
| زاکسن             | SN       | ۱۹۹۰  | درسدن     | مجلس ایالتی    | Michael Kretschmer (CDU)                 | ۴            | ۱۸٬۴۱۶      | ۴٬۰۵۶٬۹۴۱    | ۲۲۱         | ۰٫۹۳۰         | ۳۰٬۹۰۳                 |
| زاکسن-آنهالت      | ST       | ۱۹۹۰  | ماگدبورگ  | مجلس ایالتی    | Reiner Haseloff (CDU)                    | ۴            | ۲۰٬۴۴۶      | ۲٬۱۸۰٬۶۸۴    | ۱۰۸         | ۰٫۹۰۸         | ۲۸٬۶۵۲                 |
| شلسویگ-هولشتاین   | SH       | ۱۹۴۹  | کیل       | مجلس ایالتی    | Daniel Günther (CDU)                     | ۴            | ۱۵٬۷۹۹      | ۲٬۹۱۰٬۸۷۵    | ۱۸۳         | ۰٫۹۲۰         | ۳۳٬۴۵۲                 |
| تورینگن           | TH       | ۱۹۹۰  | ارفورت    | مجلس ایالتی    | Bodo Ramelow (چپ)                        | ۴            | ۱۶٬۱۷۲      | ۲٬۱۲۰٬۲۳۷    | ۱۳۳         | ۰٫۹۲۱         | ۲۸٬۹۵۳                 |